# Bitch Please II
Pistes de The Marshall Mathers LP
Amityville Kim
Bitch Please II (B**** Please II en version censurée) est une chanson du rappeur américain Eminem. C'est la quinzième piste de l'album The Marshall Mathers LP sorti le 23 mai 2000. Les rappeurs Dr. Dre, Snoop Dogg, Xzibit et Nate Dogg y participent. Il s'agit d'une reprise de la chanson Bitch Please parue en 1998 sur l'album No Limit Top Dogg de Snoop Dogg. Xzibit et Nate Dogg y faisaient déjà une apparition. La chanson est sensiblement la même, à une nuance près, l'apparition de deux nouveaux couplets interprétés par Dr. Dre et Eminem.

## Accueil critique
Comme le reste de l'album, la chanson Bitch Please II a été très bien accueillie par la critique. Les Inrocks y voient la renaissance du gangsta rap après les événements tragiques qui ont secoué le monde du rap (l'assassinat de Tupac Shakur et de The Notorious B.I.G. en 1996 et 1997).

## Performance dans lescharts
| Classement (2000)                    | Meilleure position |
| ------------------------------------ | ------------------ |
| U.S. Billboard Hot R&B/Hip-Hop Songs | 61                 |

## Artistes présents

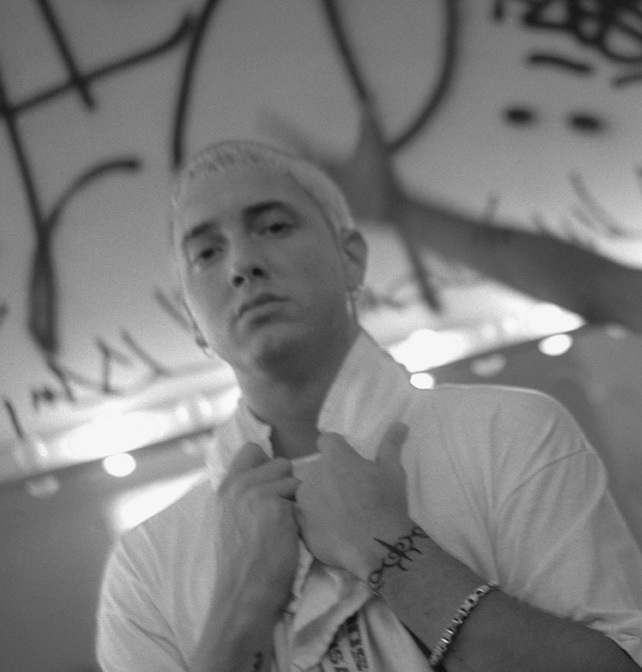
Eminem
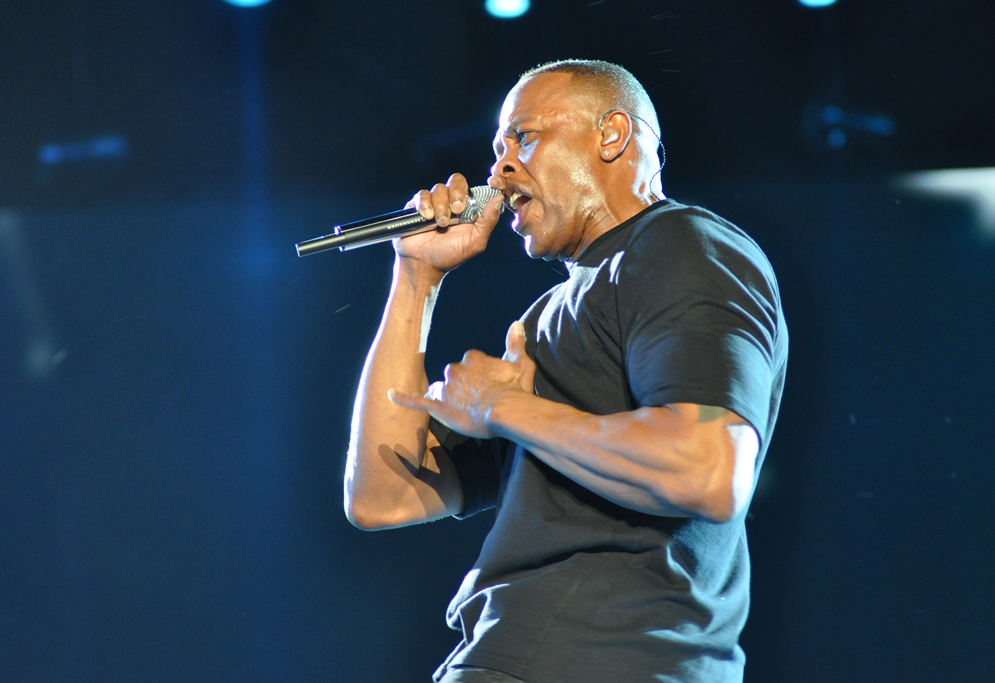
Dr. Dre
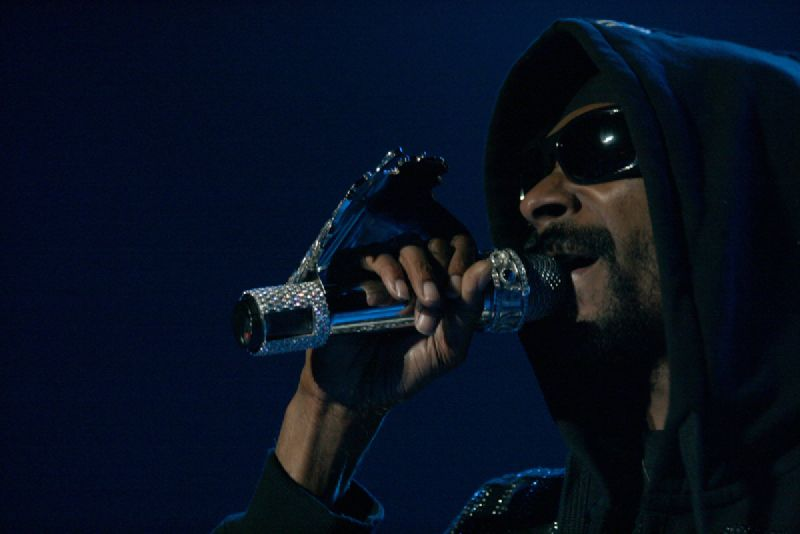
Snoop Dogg
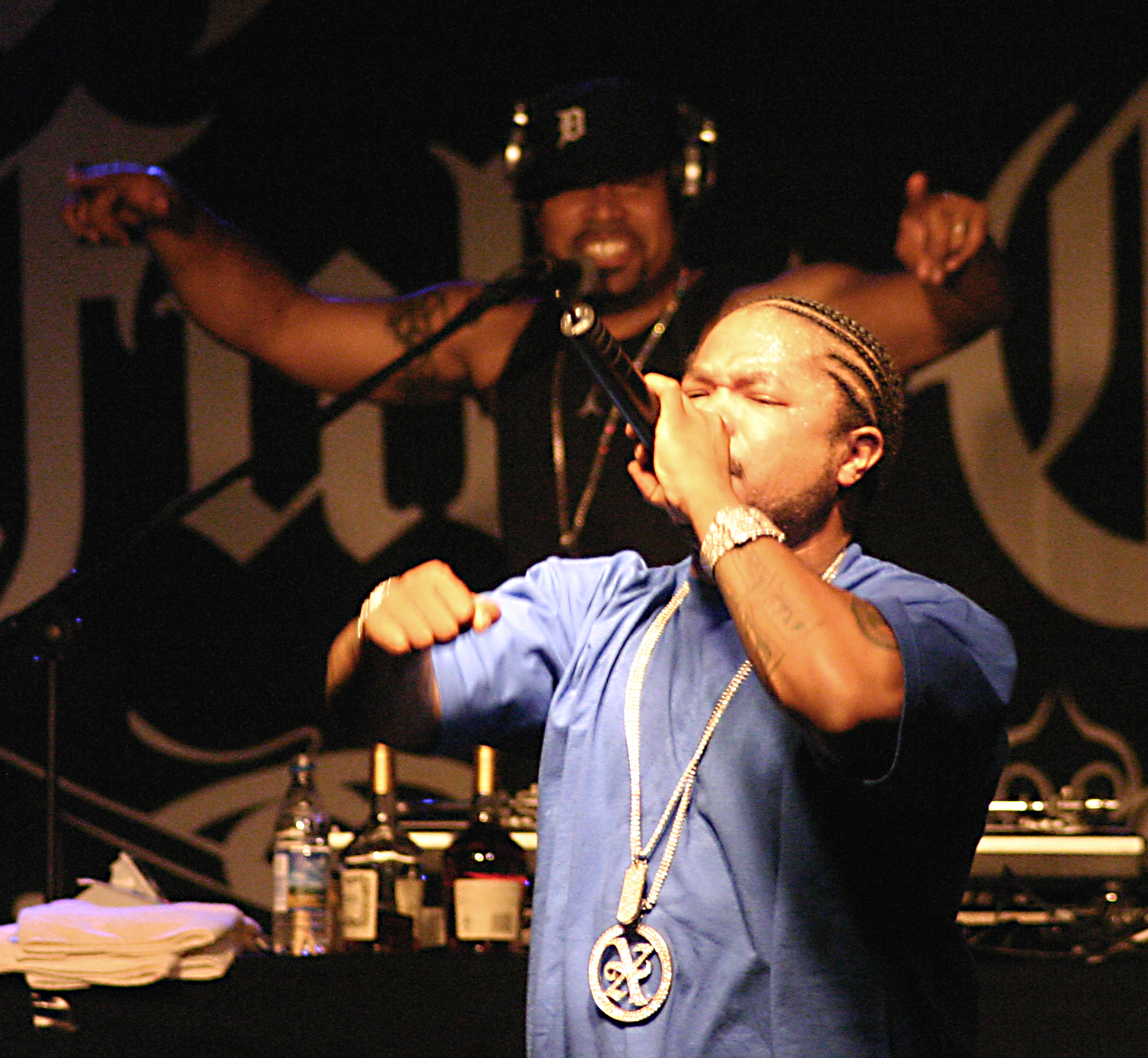
Xzibit